# Hélène-Frédérique de Faye-Jozin
Hélène-Frédérique de Faye-Jozin (22. Februar 1871 in Saint-Brieuc – 30. Januar 1942 in Côtes-d’Armor) war eine französische Komponistin der Romantik und der frühen Moderne.

## Leben und Werk
Faye-Jozin wurde in Saint-Brieuc, einer Stadt in der Bretagne, geboren und erhielt ihre musikalische Ausbildung in einer Zeit, in der Komponistinnen erhebliche gesellschaftliche Hürden überwinden mussten. Sie veröffentlichte viele ihrer Werke unter dem männlichen Pseudonym „Frédérique de Faye“. Neben ihrer Tätigkeit als Komponistin war sie auch eine talentierte Pianistin und trat mit ihren Werken europaweit auf.
Zu ihrem Schaffen gehörten sowohl Vokalmusik als auch Kammermusik und Orchesterwerke. Besonders bekannt wurde sie durch ihre Werke für das Violoncello, die herausragende Beispiele des französischen Repertoires der Romantik darstellen. Zu ihren bedeutenden Kompositionen zählen die Suite Sylvestre (1922), die von ihrer Verehrung für die Natur inspiriert wurde, und das Solo de Concert (1931), ein Cellokonzert, das die Ausdrucksmöglichkeiten des Instruments ausschöpfte.
Die Suite Sylvestre wurde ursprünglich für vier Violoncelli und Klavier geschrieben und widmet sich in vier Sätzen dem Thema Wald und Jahreszeiten. Die Aufführungsanweisungen in der Partitur legen besonderen Wert auf die spirituelle und meditative Dimension der Musik.
Nach ihrem Tod geriet Faye-Jozins Werk lange in Vergessenheit. Erst durch Initiativen wie das Festival Elles Women Composers und die Arbeit des Palazzetto Bru Zane begann eine Wiederentdeckung ihres Schaffens. Ihre Kompositionen wurden in den letzten Jahren in renommierten Kammermusiksälen Europas aufgeführt und ihre Werke auf CD veröffentlicht, darunter insbesondere ihre Werke für Violoncello, die einen festen Platz im Repertoire dieses Instruments einnehmen.
Faye-Jozins Musik verbindet die romantische Klangwelt mit impressionistischen Elementen, die in ihrer Farbgebung und ihrem poetischen Ausdruck in der französischen Musiktradition verwurzelt sind. Ihre Werke spiegeln oft eine tiefe Verbindung zur Natur wider, wie etwa in der Suite Sylvestre oder der Cantilène, Op. 30. Zudem wird ihr Schaffen als wichtige Ergänzung und Erweiterung des romantischen Repertoires gesehen, insbesondere in der Kammermusik.